# Karl Alexander Brendel

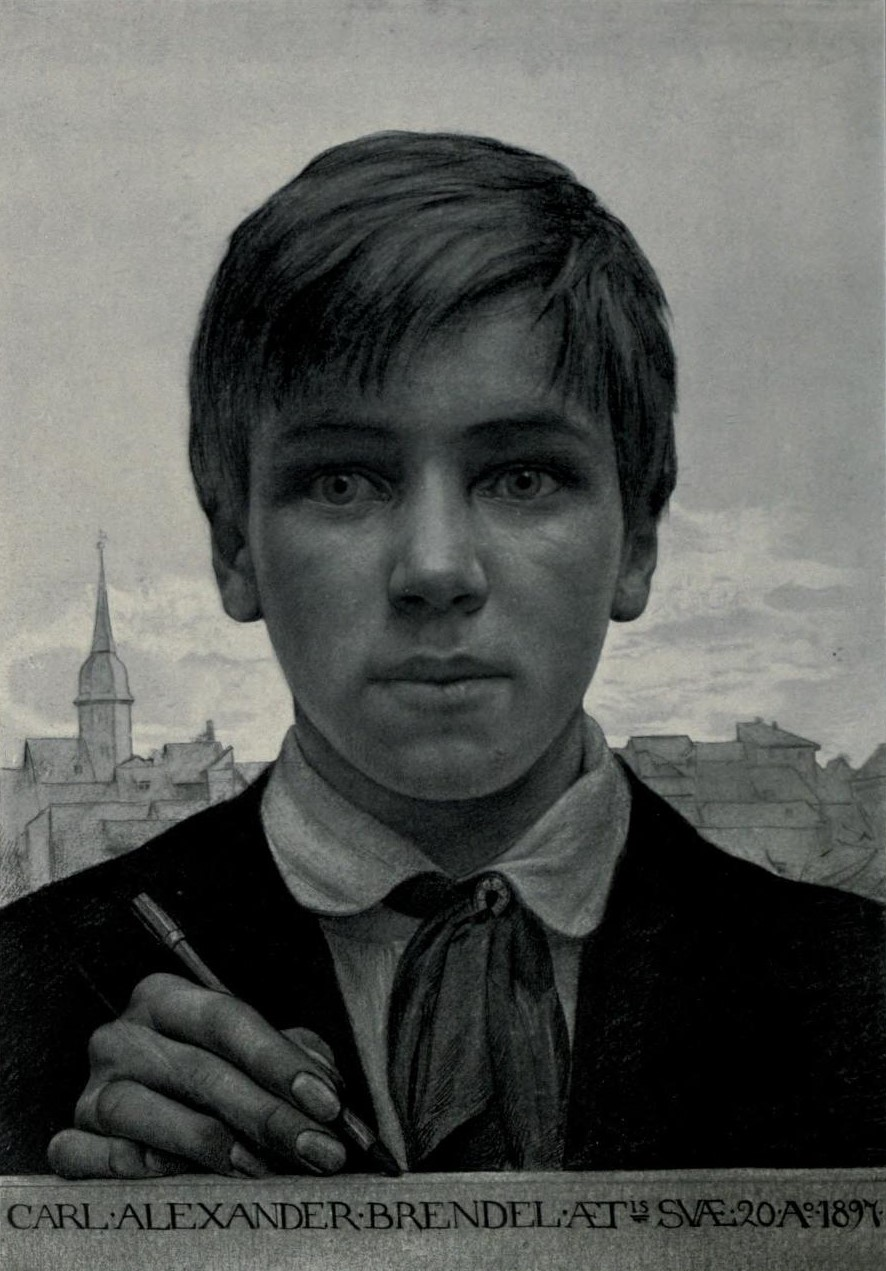
Selbstbildnis (1897)

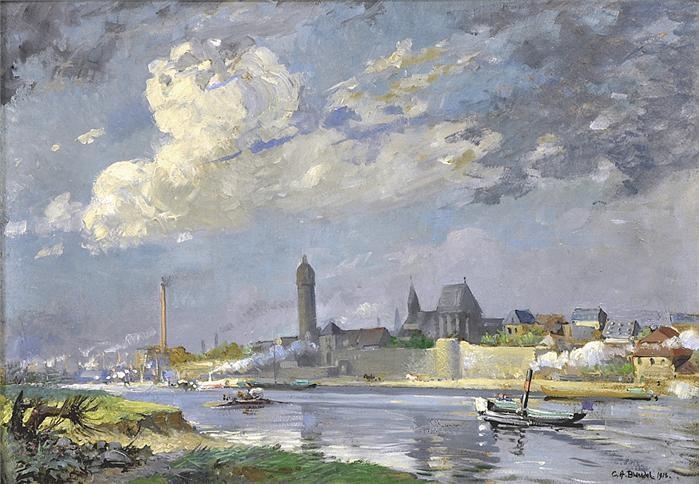
Karl Alexander Brendel: Marienkirche Frankfurt (Oder) (1913)

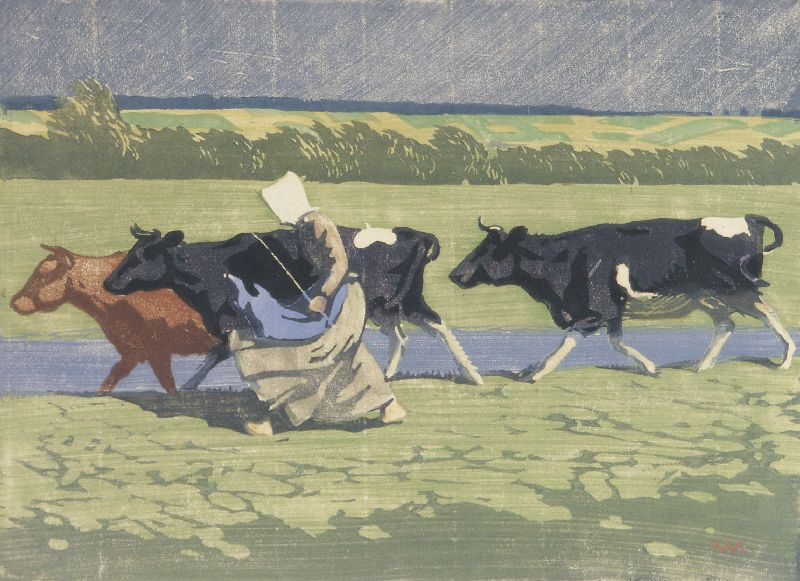
Carl Alexander Brendel: Hirtin mit ihren Kühen (Farbholzschnitt 1910)

Karl Alexander Brendel (auch Carl Alexander Brendel; * 24. Juni 1877 in Weimar; † 11. September 1945 in Frankfurt (Oder)) war ein deutscher Maler und Holzschneider.
Er darf nicht verwechselt werden mit dem Holzschnitzer Karl Genzel († 1925), der den Namen Karl Brendel als Pseudonym verwendete.

## Leben
Der Sohn des Malers Albert Brendel besuchte von 1894 bis 1899 die Fürstliche freie Zeichenschule Weimar, studierte 1900 an der Académie Julian in Paris sowie 1905 und 1911 in den Meisterateliers von Albert Hertel und Paul Friedrich Meyerheim in Berlin. Von 1908 bis 1909 war Brendel Stipendiat der Preußischen Akademie der Künste in Rom, nachdem er den Wettbewerb der Michael Beerschen Stiftungen in Höhe von 2.250 Mark gewonnen hatte.
Brendel heiratete 1901 die Fotografin Aura Hertwig, die sich nach der Eheschließung Aura Hertwig-Brendel oder kurz Aura Brendel nannte.
Von 1921 bis 1923 wirkte Brendel als Professor an der Staatlichen Hochschule für bildende Kunst zu Weimar. Brendel malte vor allem Tier- und Landschaftsbilder. Er arbeitete auch als Holzschneider und Illustrator von Kinderbüchern. So entstanden z. B. die Kinderbücher „Kleine Menschen in der großen Stadt“ (1910), „Lustige Hofgesellschaft“ (1918), „Gute Freunde in Haus und Hof“ (1942) mit Versen des Kinderbuchautors Adolf Holst.
1937, 1938 und 1939 war er mit neun Bildern auf der Großen Deutschen Kunstausstellung in München vertreten, von denen Hitler 1938 die Ölgemälde Am Kurischen Haff/Nidden, Arbeit am Baugrund und Hohenlychen in der Mark erwarb.
Das Ehepaar Brendel lebte zuletzt in Buschmühle bei Frankfurt (Oder), wo auch ein Nachlass von ihm überliefert ist.